# 建福寺 (羽生市)
建福寺（けんぷくじ）は、埼玉県羽生市にある曹洞宗の寺院。

## 歴史
天正年間（1573年 - 1592年）、各芸洞麟によって開山された。以前は、薬王山であったが羽生山に改められた。

## 『田舎教師』ゆかりの寺
当寺は田山花袋の作品『田舎教師』ゆかりの寺としても知られている。この『田舎教師』のモデルとなった小林秀三（作中では「林清三」）は、家の貧困のため埼玉県第二中学校（現・埼玉県立熊谷高等学校）卒業後は、高等小学校の代用教員となった。代用教員在職中に、当寺に住み込んで通勤していた。しかし、志半ばにして世を去った。秀三の死後、花袋は当寺を訪れ、義兄で住職の太田玉茗（作中では「山形古城」）から、秀三が遺した日記を目にし、創作意欲がかき立てられて『田舎教師』の執筆に至った。
境内には、川端康成・片岡鉄兵・横光利一が『田舎教師』ゆかりの地を巡礼したことを記念する記念碑が建てられている。

## 文化財
- 隠元の墨跡（羽生市指定有形文化財 昭和44年3月20日指定）[3]
- 田舎教師の墓（羽生市指定史跡 昭和31年9月1日指定）[3]

## 交通アクセス
- 羽生駅より徒歩3分。